# Iruya (Gemeinde)

Gemeinde Iruya

Iruya ist eine Gemeinde (Municipio) im gleichnamigen Departamento Iruya in der Provinz Salta im Nordwesten Argentiniens. Im Jahr 2001 lebten 4599 Einwohner auf einer Gemeindefläche von 2.138 km².

## Orte der Gemeinde
Sie umfasst die Orte Iruya, San Isidro, Casa Grande, Rodeo Colanzulí, La Mesada, San Pedro, Matancillas de San Antonio und Rodeo Colorado. Die Gemeindeverwaltung befindet sich im gleichnamigen Dorf Iruya. 